# Нилска лечва
Нилска лечва (лат. Kobus megaceros) је сисар из реда папкара (Artiodactyla).

## Угроженост
Ова врста се сматра угроженом.

## Распрострањење
Врста је присутна у Етиопији и Судану.

## Станиште
Станишта врсте су мочварна подручја, травна вегетација, мочварна и плавна подручја и слатководна подручја.